# 동춘천초등학교
동춘천초등학교는 대한민국 강원특별자치도 춘천시 효자동에 있는 초등학교다.

## 학교 연혁
- 1970.12.30 동춘천초등학교 설립인가
- 1972.03.04 개교(9학급)
- 1996.03.01 동춘천초등학교로 개명
- 2011.05.31 (제37회~제39회 3연패)제40회 전국소년체육대회 테니스 2위
- 2014.02.07 제41회 졸업식(졸업생 8,207명)
- 2014.03.01 제18대 조영기 교장선생님 부임
- 2015.02.13 제42회 졸업식(졸업색 8,257명)